# Servicio de Inteligencia Militar
O Servicio de Inteligencia Militar (SIM) foi a polícia secreta da República Dominicana durante os últimos anos da ditadura de Rafael Leónidas Trujillo. Essa organização repressiva aterrorizava a população com crimes e torturas e tinha em sua folha de pagamento milhares de agentes secretos espalhados por todo o país. Os agentes do SIM também operaram em Cuba, México, Guatemala, Nova York, Costa Rica e Venezuela.

## História
Por volta de 1957, o Departamento de Estado de Segurança, chefiado pelo general Arturo Espaillat, foi dissolvido, substituído pelo SIM e sua agência irmã, o Servicio Central de Inteligencia (SCI). Sob a liderança de Johnny Abbes García, o SIM empregou milhares de pessoas e esteve envolvido em imigração, passaportes, censura, supervisão de estrangeiros e trabalho secreto. No Palácio das Comunicações, cerca de cinquenta pessoas interceptaram e gravaram conversas telefônicas nacionais e estrangeiras. Suas atividades secretas usavam assassinato, sequestro, extorsão e terror para atingir seus objetivos. O dinheiro foi gasto para fazer lobby legisladores americanos. Um dos famosos crimes atribuídos ao SIM foi o assassinato das irmãs Mirabal. O SIM foi dissolvido em 1962, após a queda do regime de Trujillo.